# Yadollah Javadpour
Yadollah Javadpour (en el idioma persa: یدالله جوادپور) fue un piloto de combate en la Fuerza Aérea de la República Islámica de Irán, sirviendo durante la larga Guerra Irán-Irak. Su registro lo califica como un as de combate y uno de los pilotos más exitosos de ese conflicto.

## Carrera

### Piloto de la Corona Real
Javadpour comenzó su servicio como piloto en el IIAF y fue miembro del equipo acrobático de élite de la entonces Fuerza Aérea Imperial Iraní, la Corona de Oro, de 1975 a 1978. Continuó sirviendo con el IRIAF después de la revolución iraní en 1979, en un momento en que era peligroso, para los antiguos pilotos de la IIAF pilotos, que eran perseguidos por supuestamente albergar sentimientos pro-americanos y sentir simpatía por el antiguo régimen imperial, estas persecuciones que eran apoyadas por los dirigentes de las protestas islámicas y por el propio Ayatola Ruhollah Jomeini, quien consideraba a los antiguos pilotos, "Una amenaza a la Revolución", no se sabe si Javapour fue encarcelado, pero de no ser así, sería obligado a una jubilación anticipada (como muchos de sus compañeros), pero sería reincorporado en 1980 ante la invasión de Irak.

### Guerra Irán-Irak
Ante el inicio de la invasión iraquí en 1980 y el inicio de la guerra, la recién creada IRIAF, tenía un enorme déficit de pilotos con experiencia (ya que la mayor parte eran jóvenes recién incorporados y con muy pocas horas de vuelo), debido a esto el régimen islámico empezó a llamar a los antiguos pilotos de nuevo al servicio, inmediata la notoriedad de Javadpour como piloto experimentado(al haber pertenecido al antiguo equipo acrobático) llevó a pilotar nuevamente su antiguo avión de combate, el Northrop F-5E Tiger II. Durante la guerra, Javapour reclamó un total de 5 victorias aéreas, lo que lo convierte en un as, pero solo dos han sido confirmadas de manera confiablemente por fuentes occidentales. 

#### Victoria más famosa
Su mayor fama llegó el 6 de agosto de 1983 cuando afirmó (que luego se confirmará de manera confiable) haber derribado un MiG-25PD "Foxbat" (interceptor)iraquí, este MiGs fue derribado luego de que el mismo, intentara regresa a territorio iraquí, luego de enfrentar sin éxito a dos F-14 Tomcat, el avión seriamente dañado dio media vuelta, pero sin darse cuenta, de que el F-5 de Javadpour estaba cerca observando el combate, al ver su oportunidad, logró ponerse detrás del avión iraquí, logrando derribarlo con una ráfaga larga de sus cañones Pontiac M39 de 20 mm. Este fue un logró significativo para un piloto F-5 ya que el MiG-25 es un avión mucho más grande y más rápido con una ventaja de altitud sustancial. Su otra muerte confirmada fue un avión de ataque Sukhoi Su-20 el 17 de octubre de 1980.
Estos resultados hacen que Javadpour sea uno de los mejores pilotos iraníes de la guerra con Irak y junto a su compañero de unidad Yadollah Sharifirad, siendo ambos los pilotos de caza F-5 más exitosos de todos los tiempos.
- Datos: Q8046588
- Multimedia: Yadollah Javadpour / Q8046588